# Walther Bode

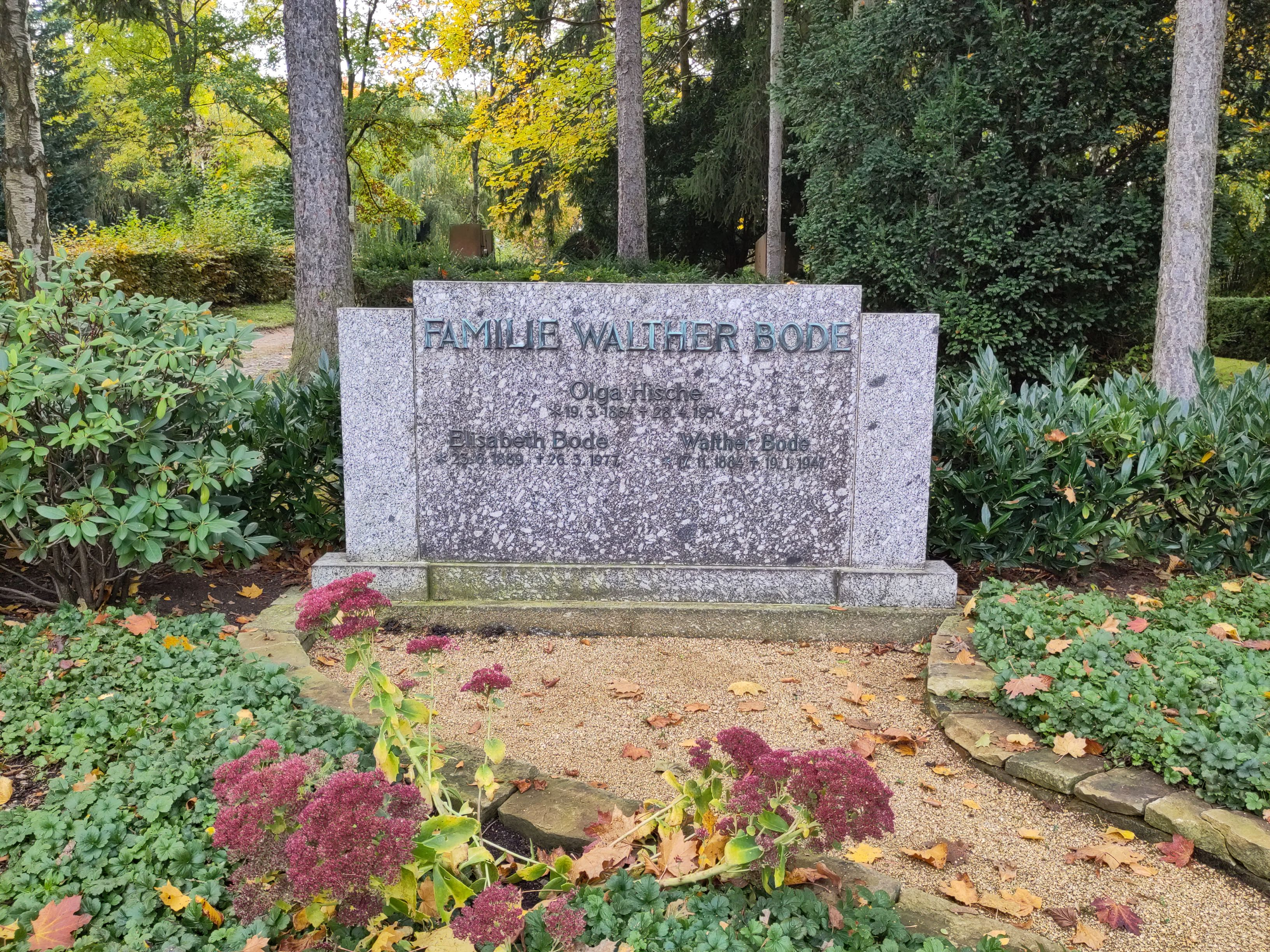
Grabstein der Familie Walther Bode in Bad Harzburg (2024)

Walther Bode (* 17. November 1884 in Holzminden; † 19. Januar 1947 in Bad Harzburg) war Jurist und bürgerlicher Politiker.

## Ausbildung
Bode studierte nach Abschluss der Schule Jura in Braunschweig, Frankreich, Würzburg, Berlin und Göttingen. In den Jahren 1905 und 1906 war er am Amtsgericht Bad Harzburg als Rechtsreferendar tätig.

## Bürgermeisteramt
Der zu dieser Zeit als Regierungsassessor tätige und in Blankenburg ansässige Bode wurde am 27. November 1913 einstimmig, zunächst auf sechs Jahre, zum Bürgermeister der Stadt Bad Harzburg gewählt. Sein Dienstantritt erfolgte am 6. Januar 1914. Bald danach wurde er jedoch zum Kriegsdienst einberufen und konnte erst Anfang 1919 sein Amt fortsetzen.
Besonderes Augenmerk in der Tätigkeit Bodes galt dem Kurbetrieb, da er darin den Lebensquell der Stadt sah. Daher stand er den nationalsozialistischen Bestrebungen, die sich unter anderem am 11. September 1931 (Harzburger Front) zeigten, kritisch gegenüber. Das Ausbleiben russischer Gäste nach der Oktoberrevolution und der französischen Gäste aufgrund von Animositäten als Folge des Ersten Weltkriegs traf die auf Kurgäste angewiesene Stadt schwer.
Der Einfluss der NSDAP und ihrer Anhänger in Bad Harzburg stieg stetig, so dass im Jahr 1933 das Stadtparlament von nationalsozialistischen Kräften beherrscht wurde. Bode sprach sich öffentlich gegen nationalsozialistische Machtdemonstrationen wie das Singen von antisemitischen Liedern, sowie dem Verteilen von Hetzschriften und dem Tragen nationalsozialistischer Uniformen aus, um jüdische Gäste nicht zu verschrecken. Die öffentliche Meinung wendete sich jedoch gegen ihn. Nachdem er noch am 15. März 1933 15 SA- und Stahlhelm-Angehörige als Hilfspolizisten verpflichtet hatte, wurde Bode Ende März beurlaubt und dann vorzeitig pensioniert. Sein Amt übernahm der Ortsgruppenleiter der NSDAP, Hermann Berndt.
Nach dem Ende des Krieges wurde Walther Bode 1945 durch die Militärregierung erneut als Bürgermeister und Stadtdirektor eingesetzt. Ab 1946 war er Vorsitzender des Kreistags Wolfenbüttel und gehörte dem vorbereitenden Ausschuss zur Gründung der CDU in Bad Harzburg an. Bode starb unerwartet am Morgen des 19. Januar 1947 auf dem Weg zum Dienst an einem Herzinfarkt.